# Trichoderma
Trichoderma ist eine große Gattung der Krustenkugelpilzverwandten aus der Abteilung der Schlauchpilze. Trichoderma-Arten sind filamentöse Pilze, die weltweit verbreitet im Boden, Pflanzen, in verfaulenden Pflanzenresten oder auch Holz leben. Sie sind äußerst wichtig in der Rhizosphäre und interagieren zwischen Pflanze, anderen Mikroorganismen und Boden. Durch die Konkurrenz mit anderen Mikroorganismen werden sie in letzter Zeit immer öfter als Antagonisten zu phytopathogenen Pilzen eingesetzt. Hypocrea spp. bildet die Hauptfruchtform (Teleomorphe) und ist vor allem in Holz zu finden. Die meisten Trichoderma-Stämme bilden aber ausschließlich die Anamorphe.

## Makroskopische Merkmale
In Kultur bildet der Pilz ein schnell wachsendes Luftmyzel. Das Myzel ist weiß und dicht, kann aber im reifen Zustand durch die Konidien grün bis grünlich gelb gefärbt werden. Sie wachsen schneller auf Kartoffel-Dextrose-Agar (PDA) als auf Sabouraud Dextrose Agar.

## Mikroskopische Merkmale
Die Hyphen sind septiert und hyalin. Als Sporen werden Konidien auf Konidiophoren phialidisch gebildet, bei T. longibrachiatum und T. viride auch Chlamydosporen.
Die Konidiophoren sind hyalin und verzweigt. die Phialiden sind hyalin, flaschenförmig, am Grund aufgebläht und im rechten Winkel zu den Konidiosporen angeordnet und können sowohl einzeln als auch in Büscheln stehen. Die Konidien sind im Durchschnitt 3 μm groß, einzellig, rund bis ellipsoid und meist grün. Sie sind in Köpfchen und den Phialidenspitzen gruppiert.

## Bedeutung in der biologischen Schädlingsbekämpfung
Die Verwendung von antagonistischen Mikroorganismen zur Bekämpfung von pflanzenpathogenen Pilzen ist Gegenstand eingehender Forschung. Einer der am meisten studierten Antagonisten in Bezug auf die biologische Schädlingsbekämpfung ist die Gattung Trichoderma.

## Systematik und Taxonomie
Die Gattung Trichoderma wurde schon 1794 von Christian Hendrik Persoon erstbeschrieben. Allerdings beschrieben die Arten sehr lange nur die Nebenfruchtformen der Gattung Hypocrea, die Hauptfruchtformen  beschrieben. Daher gab es für viele Arten zwei gültige Namen. Auf dem Kongress des International Code of Botanical Nomenclature (ICBN) in Melbourne 2011 wurde beschlossen, dass seit dem 1. Januar 2013 aber nur noch der Name der Hauptfruchtform für alle Pilze gültig ist, daher wäre der gültige Name eigentlich Hypocrea gewesen. Durch die in der Forschung dominante Verwendung des Gattungsnamens Trichoderma wurde aber beschlossen, den Namen als Nomen conservandum zu behalten, der gegenüber der teleomorphen Gattung Hypocrea zu bewahren ist. Das bedeutet, dass alle Arten, die sowohl einen Hypocrea- als auch einen Trichoderma-Namen haben, offiziell unter ihren Trichoderma-Namen geführt werden, und dass jede Art, also auch die ehemaligen Podostroma-Arten, und auch solche, die ausschließlich als Hypocrea beschrieben wurde, in die Gattung Trichoderma transferiert wurde.
Es sind 33 Arten bekannt. Allerdings sind sehr viele Stämme bekannt und eine Neuordnung der Arten wird diskutiert. Zudem sind bei vielen Arten nur die Anamorphen bekannt.
Auswahl an Arten:
- Trichoderma alutaceum
- Trichoderma cornu-damae
- Trichoderma harzianum
- Trichoderma koningii
- Trichoderma longibrachiatum
- Trichoderma pseudokoningii
- Trichoderma pulvinatum
- Trichoderma reesei
- Trichoderma viride